# No molesteu
No molesteu (títol original en francès, Une heure de tranquillité) és una pel·lícula francesa de 2014 dirigida per Patrice Leconte. S'ha doblat al català central i al valencià, i també s'ha subtitulat al català central.
Es tracta d'una adaptació de l'obra de teatre Une heure de tranquillité de Florian Zeller, qui va escriure el guió de la pel·lícula.
Els actors originals de l'obra, dirigida per Ladislas Chollat i estrenada el 24 de gener de 2013 al Théâtre Antoine, no formen part de l'adaptació. Així, Christian Clavier interpreta el paper de Michel, originalment interpretat per Fabrice Luchini al teatre, Carole Bouquet interpreta Nathalie, la dona d'en Michel, interpretada per Christiane Millet a l'obra i Stéphane De Groodt substitueix Grégoire Bonnet en el paper del veí.